# William Dean (ingeniero)
William Dean (8 de enero de 1840-24 de septiembre de 1905) fue un ingeniero ferroviario británico,  diseñador de famosas series de locomotoras de vapor, como la Clase Duke, la Clase Bulldog y la longeva Clase 2301. Se convirtió en el ingeniero jefe de locomotoras del Great Western Railway desde 1877, cuando sucedió a Joseph Armstrong. Se retiró del cargo en 1902, siendo reemplazado por George Jackson Churchward.

## Semblanza
Dean era el segundo hijo de Henry Dean, gerente de la Hawes Soap Factory en New Cross, Londres. Se educó en la Escuela de la Worshipful Company of Haberdashers. Fue aprendiz a la edad de quince años de Joseph Armstrong en los talleres ferroviarios de Wolverhampton del Great Western Railway. Durante su período de formación asistió al Wolverhampton Working Men's College por la noche, obteniendo excelentes resultados en matemáticas e ingeniería. Al completar sus años de aprendizaje en 1863, fue nombrado asistente principal de Joseph Armstrong.
Un año después, Joseph Armstrong fue ascendido al puesto de ingeniero jefe de locomotoras del GWR y se trasladó a los Talleres de Swindon. George Armstrong, hermano de Joseph, lo sucedió como superintendente de locomotoras de la División Norte, con Dean a su cargo como gerente de los Talleres de Stafford Road. Esta situación duró hasta 1868, cuando Joseph Armstrong nombró a Dean su principal asistente en Swindon. Tras la muerte repentina de Joseph Armstrong de un ataque al corazón en 1877, Dean se convirtió en ingeniero jefe de locomotoras.
En ese momento, el ferrocarril de vía ancha ideado por Isambard Kingdom Brunel todavía estaba en uso, aunque la conversión al ancho internacional cada vez cobraba más peso. Varios de los primeros diseños de Dean eran locomotoras "convertibles", que podían adaptarse fácilmente al ancho estándar.
Se casó en 1865 y su esposa le dio dos hijas y un hijo, pero su mujer murió poco después del nacimiento de su tercer hijo. Se volvió a casar en 1878, pero volvió a sufrir la muerte de su esposa en 1889.
Estuvo enfermo coincidiendo con sus últimos años como ingeniero jefe de locomotoras y permitió que Churchward asumiera cada vez más las responsabilidades del día a día. Se retiró en junio de 1902 a una casa que le habían comprado en Folkestone, pero murió allí tres años después. Sus dos hijas murieron antes que él.

## Reconocimientos
- Una calle de la localidad de Swindon se denominó Dean Street para conmemorar su contribución a la ingeniería de las locomotoras.